# Ил е Вилен
Ил е Вилен (на френски: Ille-et-Vilaine, „Ил и Вилен“) е департамент в регион Бретан, северозападна Франция. Образуван е през 1790 година от североизточните части на провинция Бретан. Площта му е 6775 км², а населението – 1 054 236 души (2016). Административен център е град Рен.